# マイクル・スワンウィック
マイクル・スワンウィック（英: Michael Swanwick、1950年11月18日 - ）は、アメリカのSF作家。ペンシルベニア州フィラデルフィアで、1980年代初めごろから執筆している。

## 経歴
1985年の長編小説 In the Drift はスリーマイル島原子力発電所事故を題材にしたものであった。1987年の Vacuum Flowers は地球の住民が人工的な集合精神となっている世界で、太陽系を舞台にした冒険小説となっている。1991年の『大潮の道』は極冠の氷が解けて陸地が水没しようとしている世界で、魔術師を追跡する官僚の話である。1993年の The Iron Dragon's Daughter は、アルマーニのスーツを着たエルフ達とジェット戦闘機代わりのドラゴンが登場するファンタジーである。1997年の Jack Faust はファウストを現代の科学技術を加えて焼きなおしたもの。2002年の Bones of the Earth は恐竜の登場するタイムトラベルもの。2008年の The Dragons of Babel は The Iron Dragon's Daughter とよく似た世界を舞台にしたファンタジーである。
短編小説も数多く執筆しており、欧米では複数の短編集が出版されてきた。また、短編を他の作家と合作することもあり、ガードナー・ドゾワとの合作（"Ancestral Voices"、"City of God"、"Snow Job"）やウィリアム・ギブスンとの合作（「ドッグファイト」）がある。
『大潮の道』は1991年のネビュラ賞長編小説部門を受賞している。また、短編でもいくつか受賞している。1989年、「世界の縁にて」でシオドア・スタージョン記念賞を受賞、1996年、"Radio Waves" で世界幻想文学大賞を受賞、「死者の声」（1999年）、「ティラノザウルスのスケルツォ」（2000年）、「犬はワンワンと言った」（2002年）、「スロー・ライフ」（2003年）、「時の軍勢」（2004年）でヒューゴー賞を受賞している。
スワンウィックはSFやファンタジーについてのエッセイもよく書いている。SFエッセイの大作として1986年の「ポストモダン利用案内」、ファンタジーエッセイとしては1994年の "In the Tradition..." がある。この2つを合わせた The Postmodern Archipelago が1997年に出版された。ガードナー・ドゾワとのインタビューを書籍化した Being Gardner Dozois は2001年に出版された。

## 主な作品
（完全な一覧は本人の公式サイトにある）

### 長編小説
- In the Drift (1984)
- Vacuum Flowers (1987)
- 『大潮の道』、Stations of the Tide (1991) - ネビュラ賞受賞（1991年）[1]; ヒューゴー賞・ジョン・W・キャンベル記念賞ノミネート（1992年）[2]; アーサー・C・クラーク賞ノミネート（1993年）[3]
- The Iron Dragon's Daughter (1993) - クラーク、ローカス（ファンタジー）、世界幻想文学大賞ノミネート（1994年）[4]
- Jack Faust (1997) - BSFAノミネート（1997年）[5]; ヒューゴー、ローカス（ファンタジー）ノミネート（1998年）[6]
- Bones of the Earth (2002) - ネビュラ賞ノミネート（2002年）[7]; ヒューゴー、ローカス（SF）、キャンベル記念賞ノミネート（2003年）[8]
- The Dragons of Babel (2008) - ローカス賞ファンタジー部門ノミネート（2009年）[9]

### 短編集
- Gravity's Angels (1991)
- A Geography of Unknown Lands (1997)
- Moon Dogs (2000)
- Puck Aleshire's Abecedary (2000)
- Tales of Old Earth (2000)
- Cigar-Box Faust and Other Miniatures (2003)
- Michael Swanwick's Field Guide to the Mesozoic Megafauna (2004)
- The Periodic Table of Science Fiction (2005)
- The Dog Said Bow-Wow (2007)
- The Best of Michael Swanwick (2008)

日本独自の短編集として以下がある。
- 小川隆・他（訳）『グリュフォンの卵』（2006年）

### 短編
- 「火星の神々」、"The Gods of Mars" (1985) （ガードナー・ドゾワ、ジャック・ダンと合作）
- 「ドッグファイト」、"Dogfight" (1985) （ウィリアム・ギブスンとの合作）
- 「世界の縁にて」、"The Edge of the World" (1989)
- 「グリュフォンの卵」、"Griffin's Egg" (1991)
- "The Dead" (1996)
- 「死者の声」、"The Very Pulse of the Machine" (1998) （ヒューゴー賞受賞）
- 「輝く扉」、"Radiant Doors" (1999) （ネビュラ賞ノミネート）
- 「ロボットの憂鬱」、"Ancient Engines" (1999) （ネビュラ賞ノミネート）
- 「ティラノザウルスのスケルツォ」、"Scherzo with Tyrannosaur" (1999) （ヒューゴー賞受賞）
- 「犬はワンワンと言った」、"The Dog Said Bow-Wow" (2001) （ヒューゴー賞受賞）
- 「スロー・ライフ」、"Slow Life" (2002) （ヒューゴー賞受賞）
- "'Hello,' Said the Stick" (2002) （ヒューゴー賞ノミネート）
- 「時の軍勢」、"Legions in Time" (2003) （ヒューゴー賞受賞）
- "Tin Marsh" (2006)
- "Urdumheim" (2007)

### エッセイ
- 「ポストモダン利用案内」、User's Guide to the Postmoderns, Asimov's, 1986
- The Postmodern Archipelago (1997)